# Réal
Réal – miejscowość i gmina we Francji, w regionie Oksytania, w departamencie Pireneje Wschodnie. Przez gminę przepływa rzeka Aude. 
Według danych na rok 1990 gminę zamieszkiwało 25 osób, a gęstość zaludnienia wynosiła 2 osoby/km² (wśród 1545 gmin Langwedocji-Roussillon Réal plasuje się na 875. miejscu pod względem liczby ludności, natomiast pod względem powierzchni na miejscu 631.). 

## Zabytki
Zabytki na terenie gminy posiadające status monument historique:
- kościół św. Romana (Église Saint-Romain de Réal)